# Jessie Knight
Jessie Knight (1904-1992) fue la primera artista femenina del tatuaje conocida en el Reino Unido.

## Biografía
Jessie Knight nació en Croydon, en el sur de Londres, en 1904, una de ocho hijos. Su familia trabajaba en circos y ella estaba involucrada en actos de tiro y equitación. Nieta del poeta inglés EA Lempriere Knight. Se casó a los 27 años, pero el matrimonio duró ocho años.
Murió en Barry, Gales del Sur, en 1992. 

### Carrera como artista del tatuaje
Knight comenzó como artista del tatuaje en 1921 en Barry, Gales del Sur, después de haber aprendido a tatuar de su padre. Más tarde fue aprendiz con Charlie Bell en Kent. Luego se mudó a sus propias tiendas de tatuajes en Portsmouth y, posteriormente, Aldershot. Muchos de sus clientes eran mujeres. Regresó a Barry en 1968 y continuó trabajando hasta la década de 1980.
Su estilo era trabajar a mano alzada después de dibujar el diseño en el cuerpo.
En 1955, su tatuaje de Highland Fling (baile en solitario de Highland que ganó popularidad a principios del siglo XIX) ganó el segundo premio en la competencia Champion Tattoo Artist of All England celebrada en Londres.

## Legado
Su trabajo fue incluido en una exposición en el Museo Marítimo Nacional de Cornualles, de marzo de 2017 a enero de 2018, que muestra una historia del tatuaje británico.
Tatty Devine ha hecho un broche y un collar con un diseño original de Jessie Knight. Skin Digging, una exposición de obras de Jessie Knight, propiedad de la colección de Neil Hopkin-Thomas, se exhibió del 18 de enero al 18 de febrero de 2018 en la galería Art Exchange en el campus de la Universidad de Essex en Colchester.